# Ecotona
Genre
Ecotona est un genre éteint d'araignées aranéomorphes de la famille des Thomisidae.

## Distribution
Les espèces de ce genre ont été découvertes à Shanwang au Shandong en Chine. Elles datent du Néogène.

## Liste des espèces
Selon The World Spider Catalog 17.5 :
- †Ecotona brunnea Zhang, Sun & Zhang, 1994 ;
- †Ecotona pilulifera Zhang, Sun & Zhang, 1994 ;
- †Ecotona transipeda Lin, Zhang & Wang, 1989.

## Publication originale
- (en) Lin, Zhang & Wang, 1989 : New evidences for Miocene climatic optimum event—review on the Miocene spider fossils from Shanwang collection. Proceeding of International Symposium on Pacific Neogene Continental and Marine Events. Nanjing University Press, p. 137–147.